# Гасконь (линкор)
«Гасконь» (фр. Gascogne) — проект четвёртого линкора французского флота типа «Ришельё» (classe Richelieu). Назван в честь одноимённой провинции. Планировался к закладке в 1939—1941 годах. В 1940 году строительство было отменено.
Проект этого корабля претерпел серьёзные конструктивные изменения — например, одна из башен переместилась на корму — и мало напоминал предшественников, поэтому в некоторых источниках «Гасконь» выделяют в отдельный тип линкоров.

## История проекта

Четырёхорудийная башня линкора «Гасконь»

По состоянию на 1938 год уже были заложены два линкора типа «Ришельё». В то время как немцы нагнетали обстановку вокруг Судетского кризиса, 2 мая 1938 года французское правительство заказало к постройке ещё два 35 000-тонных линкора этого типа. Корабли получили названия «Клемансо» (Clemenceau) и «Гасконь».
Первый из них был заложен по слегка изменённому первоначальному проекту в конце 1938-го — начале 1939-го годов в Бресте. Линкор «Гасконь» готовился к закладке 16 июня 1939 года. Из-за недостатка материалов, а также занятости верфей строительством других крупных кораблей закладку перенесли на апрель 1940 года.
В это время для улучшения весовых показателей проектируемого линкора «Гасконь» было выдано задание фирме «Луар». В процессе работы предполагалось изменить расположение зенитных орудий, орудий главного калибра и снизить вес корабля. По габаритным размерам новый проект линкора «Гасконь» должен был повторять размеры «Ришельё». Башни главного калибра стали располагаться по традиционной схеме — в носу и в корме. Изменилось и расположение башен среднего калибра: две располагались теперь возвышенно над носовой башней, а третья — над кормовой. Более удачно расположили зенитные орудия за счёт переноса башен 152-мм пушек. 37-мм спаренные автоматы располагались в закрытых установках. Из-за перемещения вооружения была увеличена броневая цитадель. С целью снижения веса было решено уменьшить броню главного пояса с 330 до 320 мм и броню главной палубы со 150—170 до 140—150 мм. Бронирование башенных барбетов увеличили до 150—155 мм. Энергетическая установка была смещена на 19,4 метра к носу.

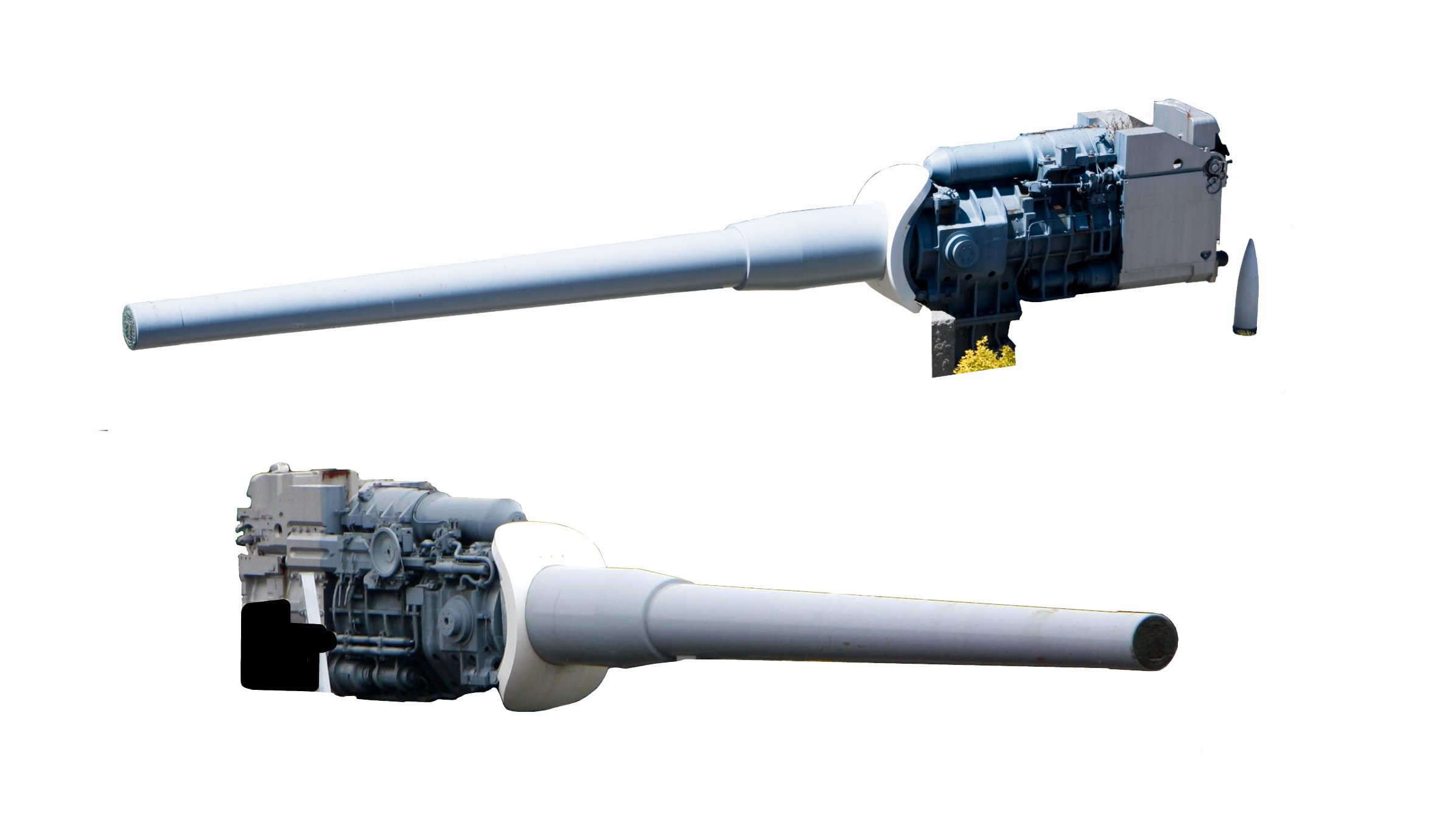
380-мм орудия ГК, которыми предполагалось оснастить линкор «Гасконь»

Авиационное вооружение состояло из трёх гидросамолётов NC.420 фирмы SNCAC в подпалубном ангаре; за ангаром находились кран для подъёма гидросамолётов с воды и две поворотные катапульты.
Одновременно с улучшением проекта «Ришельё» в 1940 году начали проводить проектные работы по более крупным и защищённым линейным кораблям типа «Эльзас». Рассматривалось три варианта: тип № 1 (40 тыс. тонн), тип № 2 (42,5 тыс. тонн), тип № 3 (45 тыс. тонн).
15 апреля 1940 года премьер-министр Франции одобрил постройку ещё двух линкоров по доработанному проекту типа «Ришельё» — типу «Гасконь» с закладкой первого в 1941 году, а второго — в 1944-м. Названий они так и не получили. Тогда же одобрили постройку 45 000-тонных линкоров типа № 3. В отличие от линкоров типа «Гасконь» эти корабли получили названия: «Эльзас», «Норманди», «Фландр» и «Бургонь».
К планируемому времени закладки «Гаскони» имелось лишь 6 % требуемых металлоконструкций, и в июне 1940 года закладку вновь отложили. К тому моменту Франция вела боевые действия на своей территории. После захвата немцами Сен-Назера заготовленные для корабля материалы были объявлены военным трофеем и названы линкором «С» (Schlachtschiff «S»), который они использовали для своих нужд.
После поражения Франции контракт на постройку линкоров был аннулирован и к планам постройки кораблей этого типа уже не возвращались.

## Вооружение
Главный калибр:

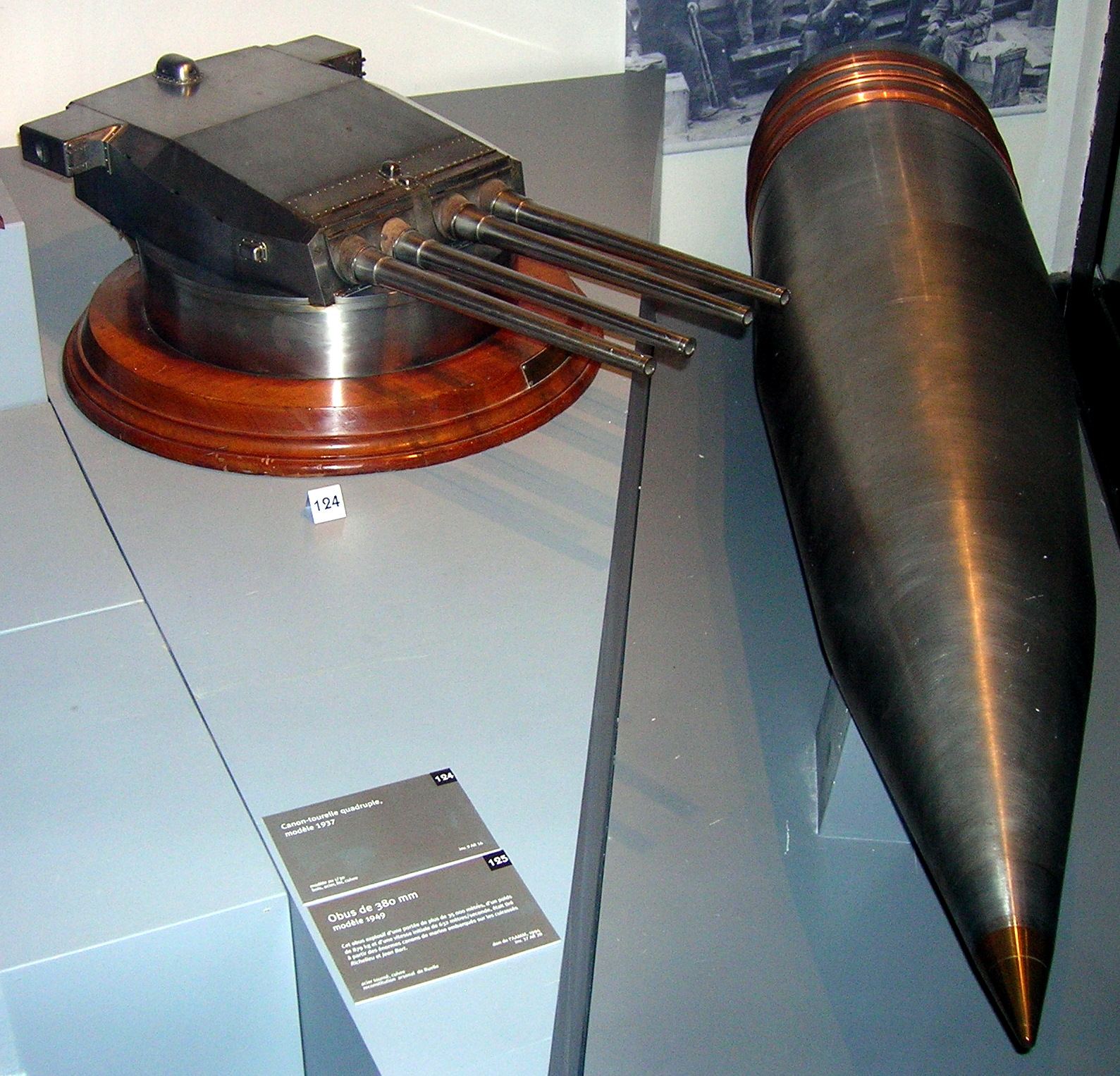
Макет четырёхорудийной башни для линкора «Гасконь» и 380-мм снаряд орудия

- 8 — 380-мм/45 орудий Modèle 1935 в двух четырёхорудийных башенных установках (в носу и в корме).

Универсальный калибр:
- 9 — 152-мм/55 орудий Modèle 1930 в трёх трёхорудийных башнях.

Зенитное:
- 16 — 100-мм/45 орудий Modèle 1933 в восьми спаренных установках;
- 20 — 37-мм/50 автоматов Modèle 1925/1933 в спаренных и счетверенных установках;
- 36 — 13,2-мм пулемётов Hotchkiss M1929 в счетверенных установках.

Авиагруппа:
- 2 катапульты;
- 3 гидросамолёта NC.420.

## Бронирование
В процессе проектирования произвели снижение веса брони корабля путём перераспределения бронирования и утончения главного пояса и броневой палубы.
- Главный пояс — 320 мм;
- переборка — 30...50 мм;
- главная палуба — 140...150 мм;
- нижняя палуба — 40...50 мм;
- башни ГК — 430 мм (лоб), 300 мм (бок), 170...195 мм (крыша);
- барбеты — 405 мм;
- орудийные башни 152-мм орудий — 155 мм (лоб), 150 мм (борт, крыша);
- рубка — 340 мм.

## Силовая установка
Силовая установка была аналогична той, что имел тип «Ришельё»: шесть котлов Индрет, четыре турбины Парсонса суммарной мощностью 150 000 л. с. (110 МВт), четыре гребных винта. Оценочная скорость хода — 31 узел (57 км/ч).

## Оценка проекта

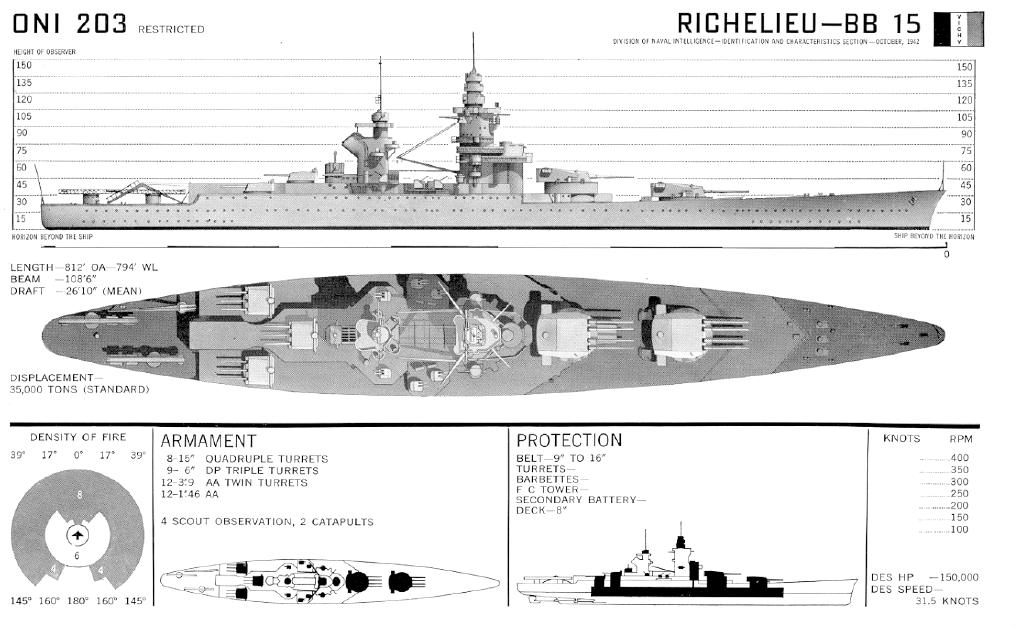
Линкор типа «Ришельё», по основным характеристикам близкий к линкору «Гасконь»

«Гасконь» сочетала в себе все сильные стороны линкора типа «Ришельё»: огневую мощь и хорошую защищенность, высокую скорость хода. Водоизмещение и размерения были такие же, как у линкоров типа «Ришельё». В отличие от «Ришельё» имел более сбалансированную развесовку и удачно расположенную зенитную артиллерию. Мог стать самым мощным и сбалансированным кораблем среди своих одноклассников, сравнимым по мощи с более тяжёлым «Бисмарком», несколько уступая лишь намного более крупным «Айове» и «Ямато».